# رجب
- السبت
- الأحد
- الاثنين
- الثلاثاء
- الأربعاء
- الخميس
- الجمعة

- 2728 ديسمبر 2024
- 2829 ديسمبر 2024
- 2930 ديسمبر 2024
- 3031 ديسمبر 2024
- 11 يناير 2025
- 22 يناير 2025
- 33 يناير 2025
- 44 يناير 2025
- 55 يناير 2025
- 66 يناير 2025
- 77 يناير 2025
- 88 يناير 2025
- 99 يناير 2025
- 1010 يناير 2025
- 1111 يناير 2025
- 1212 يناير 2025
- 1313 يناير 2025
- 1414 يناير 2025
- 1515 يناير 2025
- 1616 يناير 2025
- 1717 يناير 2025
- 1818 يناير 2025
- 1919 يناير 2025
- 2020 يناير 2025
- 2121 يناير 2025
- 2222 يناير 2025
- 2323 يناير 2025
- 2424 يناير 2025
- 2525 يناير 2025
- 2626 يناير 2025
- 2727 يناير 2025
- 2828 يناير 2025
- 2929 يناير 2025
- 3030 يناير 2025
- 131 يناير 2025

رَجَب الشهر السابع من السنة القمرية أو التقويم الهجري ويقال (رجب الرجل الأسد) أي هابه وخاف منه، وهذا الشهر من الأشهر الحرم ويمثل أهمية بالنسبة للمسلمين لحدوث معجزة «الإسراء والمعراج». وهو الشهر الأَصَمّ في الجاهلية، لأنه كان لا يُسْمَع فيه لا حركةُ قتالٍ ولا قَعْقَعةُ سلاح، لكونه من الأشهر الحُرُم.

## أصل التسمية
كلمة رجب جاءت من الرجوب بمعنى التعظيم، وأيضا كان يطلق عليه رجب «مضر» لأن قبيلة مضر كانت لا تغيره بل توقعه في وقته بخلاف باقي العرب الذين كانوا يغيّرون ويبدلون في الشهور بحسب حالة الحرب عندهم وهو النسيء المذكور في قوله تعالى: (إِنَّمَا النَّسِيءُ زِيَادَةٌ فِي الْكُفْرِ يُضَلُّ بِه الَّذِينَ كَفَرُواْ يُحِلِّونَهُ عَاماً وَيُحَرِّمُونَهُ عَاماً لِّيُوَاطِؤُواْ عِدَّةَ مَا حَرَّمَ اللّهُ فَيُحِلُّواْ مَا حَرَّمَ اللّه) سورة التوبة:37، وقيل أن سبب نسبته إلى مضر أنها كانت تزيد في تعظيمه واحترامه فنسب إليهم لذلك.

## أحداث
كلمة رجب جاءت من الرجوب بمعنى التعظيم وفيه حدثت ((أية)) «الإسراء والمعراج» وليست معجزة ولا وجود لكلمة معجزة في كلام الله وهديه لنبيه محمد صلى الله عليه وسلم
- 27 رجب - حادثة الإسراء والمعراج بسم الله الرحمن الرحيم «سبحان الذي أسرى بعبده ليلًا من المسجد الحرام إلى المسجد الأقصى الذي باركنا حوله...».
- كما ورد عن ابن عباس أن القبلة بأمر الله تحولت من بيت المقدس إلى الكعبة في منتصف شهر رجب من السنة الثانية للهجرة 623 ميلادي.
- 10 رجب ؛ 483 هـ / 8 من سبتمبر 1090م - دخول المرابطين بقيادة القائد المعروف يوسف بن تاشفين مدينة غرناطة بعد أن عزل سلطانها عبد الله بن بلقين، وأصبحت المدينة تابعة بذلك للدولة المرابطية التي امتد نفوذها من المغرب إلى بلاد الأندلس.